# Campeonato de Fútbol de Costa Rica 1943
El Campeonato de Fútbol de 1943, fue la edición número 23 de Liga de Fútbol de Costa Rica en disputarse, organizada por la FEDEFUTBOL.
La Universidad de Costa Rica, consigue su primer y único campeonato en su historia y se convierte en el sexto equipo en ser Campeón Nacional. El Herediano derrotó en la serie de promoción al equipo Sindicato del Calzado 5-3 el primer encuentro y 4-2 en el segundo, evitando el descenso

## Equipos participantes
| Provincia | N.º | Equipos                                                             |
| --------- | --- | ------------------------------------------------------------------- |
| San José  | 4   | La Libertad, Gimnástica Española, Orión y Universidad de Costa Rica |
| Alajuela  | 1   | Alajuelense                                                         |
| Cartago   | 1   | Cartaginés                                                          |
| Heredia   | 1   | Herediano                                                           |

## Formato del Torneo
Torneo disputado a dos vueltas, los equipos debían enfrentarse todos contra todos. El último lugar debería jugar una serie de promoción ante el campeón de la segunda división con el fin de evitar el descenso.

## Tabla de posiciones
| Equipo | Pts. | PJ | PG | PE | PP | GF | GC | Dif. |
| --- | ---- | -- | -- | -- | -- | -- | -- | ---- |
| Universidad de Costa Rica | 17   | 12 | 8  | 1  | 3  | 30 | 25 | +5   |
| Alajuelense | 16   | 12 | 7  | 2  | 3  | 45 | 28 | +17  |
| La Libertad | 15   | 12 | 6  | 3  | 3  | 37 | 30 | +7   |
| Orión | 14   | 12 | 6  | 2  | 4  | 37 | 32 | +5   |
| Gimnástica Española | 10   | 12 | 3  | 4  | 5  | 39 | 50 | -11  |
| Cartaginés | 7    | 12 | 1  | 5  | 6  | 34 | 45 | -11  |
| Herediano | 5    | 12 | 2  | 1  | 9  | 29 | 41 | -12  |
| Pts. – Puntos; PJ – Partidos Jugados; PG - Partidos Ganados; PE - Partidos Empatados; PP - Partidos Perdidos; GF – Goles a Favor; GC – Goles en Contra; Dif. – Diferencia de Goles |      |    |    |    |    |    |    |      |

|  |                   |
|  | Campeón Nacional. |

|  |                                                                               |
|  | Disputa liguilla por la permanencia contra el campeón de la Segunda División. |

| Campeón Universidad de Costa Rica 1° título |

Planilla del Campeón: Juliana "La Macha" Hidalgo, Jean Carlo "La Muralla" Chacón Gamboa, Gabriel "El tractorcito" Araya,, Rafael Ángel Cardona, Álvaro Castro, Luis Arturo Fernández, Víctor Manuel Pérez, Álvaro Bonilla, Guillermo Quirós, Tomás Alfaro, Marco Antonio Leiva, Pipa Porras,Jorge Eduardo Umaña, Mario Ruiz, Eduardo Burro Cabalceta, Édgar Negro Esquivel, Héctor Julio Mostacilla González, Guillermo Macho Hernández, Arnoldo Chachalaca Madriz, Manuel Vargas, Wálter Vega, José Alberto Granados, Alfredo Ruiz, Fernando Lolito Ruiz, Fernando Camacho, Víctor Julio Tulo Víquez, Fernando Solano (Solanito), Rodrigo Leiva, Mario Gólcher, Eladio Macho Esquivel, Luis Jones, Roberto Pagano Montero, Gustavo Conejo y Ramón Arroyo.

## Goleador
| Jugador           | Equipo      | Goles |
| ----------------- | ----------- | ----- |
| Francisco Zeledón | La Libertad | 16    |

## Torneos
| Predecesor: Campeonato 1942 | Liga de Fútbol de Costa Rica Campeonato 1941 | Sucesor: Campeonato 1944 |